# Sisters All
Sisters All è un cortometraggio muto del 1913 diretto da Larry Trimble.

## Trama
Helen e Hattie sono le figlie di Sergius, un industriale che, dopo aver ridotto il salario dei suoi operai, deve affrontare lo sciopero indetto contro di lui. Le due ragazze decidono di aiutare gli scioperanti e si trasferiscono nella povera casa di Olga e Vera, due povere lavoranti di origine russa, con le quali condividono il duro lavoro e i disagi. Il padre cerca di farle tornare a casa, ma loro insistono nella loro idea. Quando si presentano alla cassa per ricevere il loro salario, promettono alle loro compagne di fare un ultimo appello al padre. Che, questa volta, si ammorbidisce, cedendo finalmente alle richieste dei lavoratori.

## Produzione
Il film fu prodotto dalla Vitagraph Company of America.

## Distribuzione
Distribuito dalla General Film Company, il film - un cortometraggio in una bobina - uscì nelle sale cinematografiche statunitensi il 14 marzo 1913.